# Gislebertus de Autun

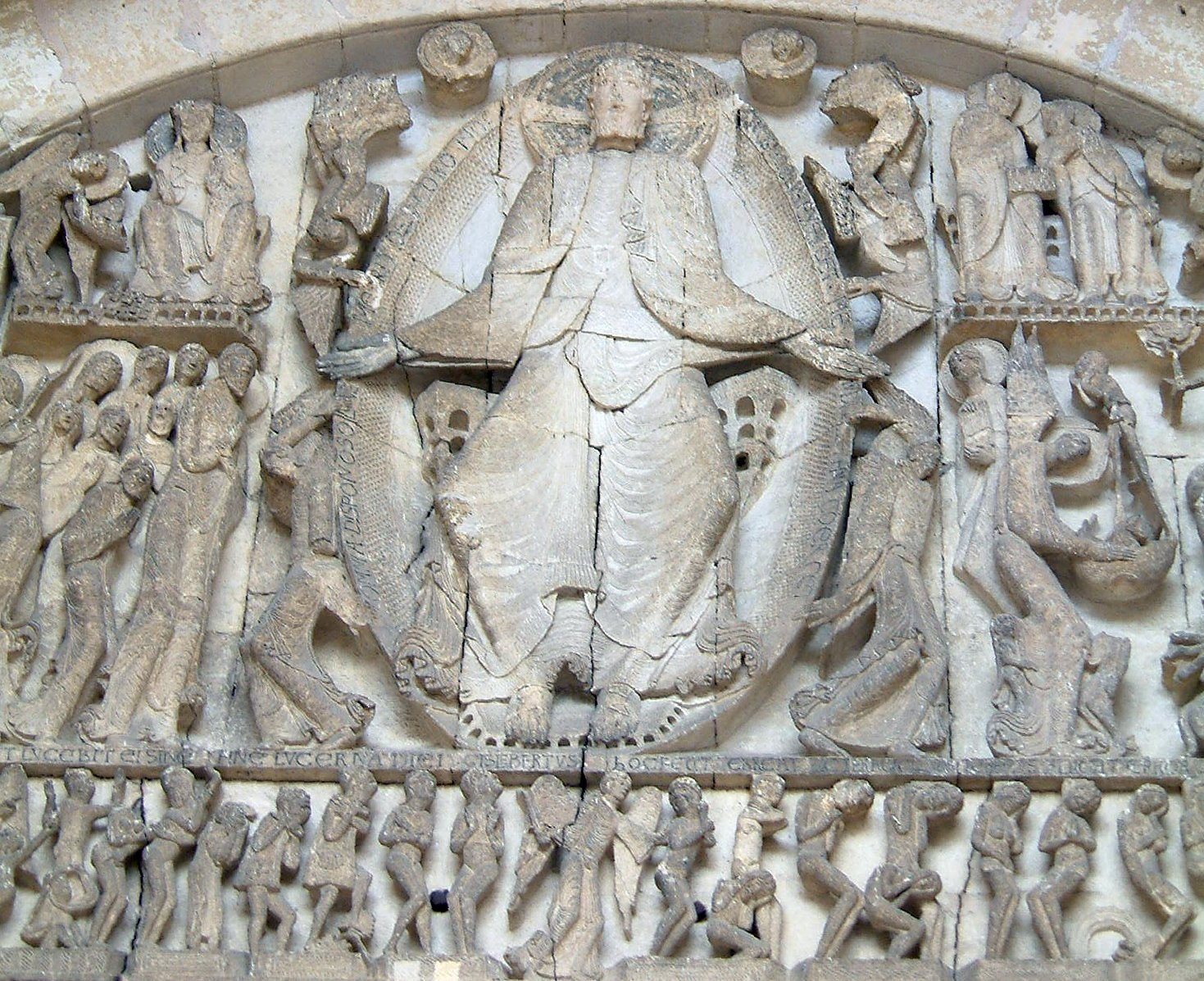
Tímpano de la Catedral de Autun, obra de Gislebertus.

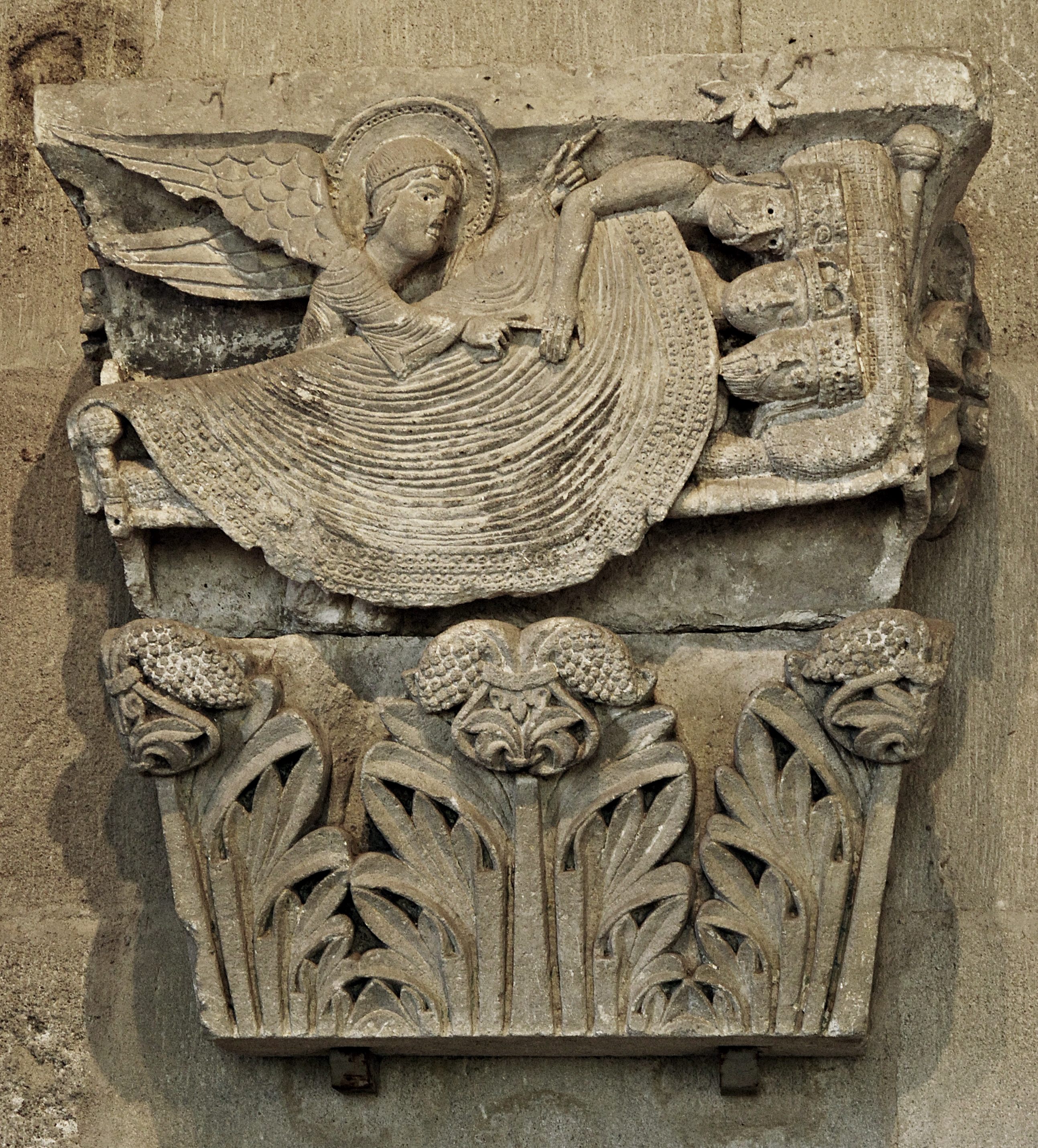
Los reyes magos despertados por el ángel.

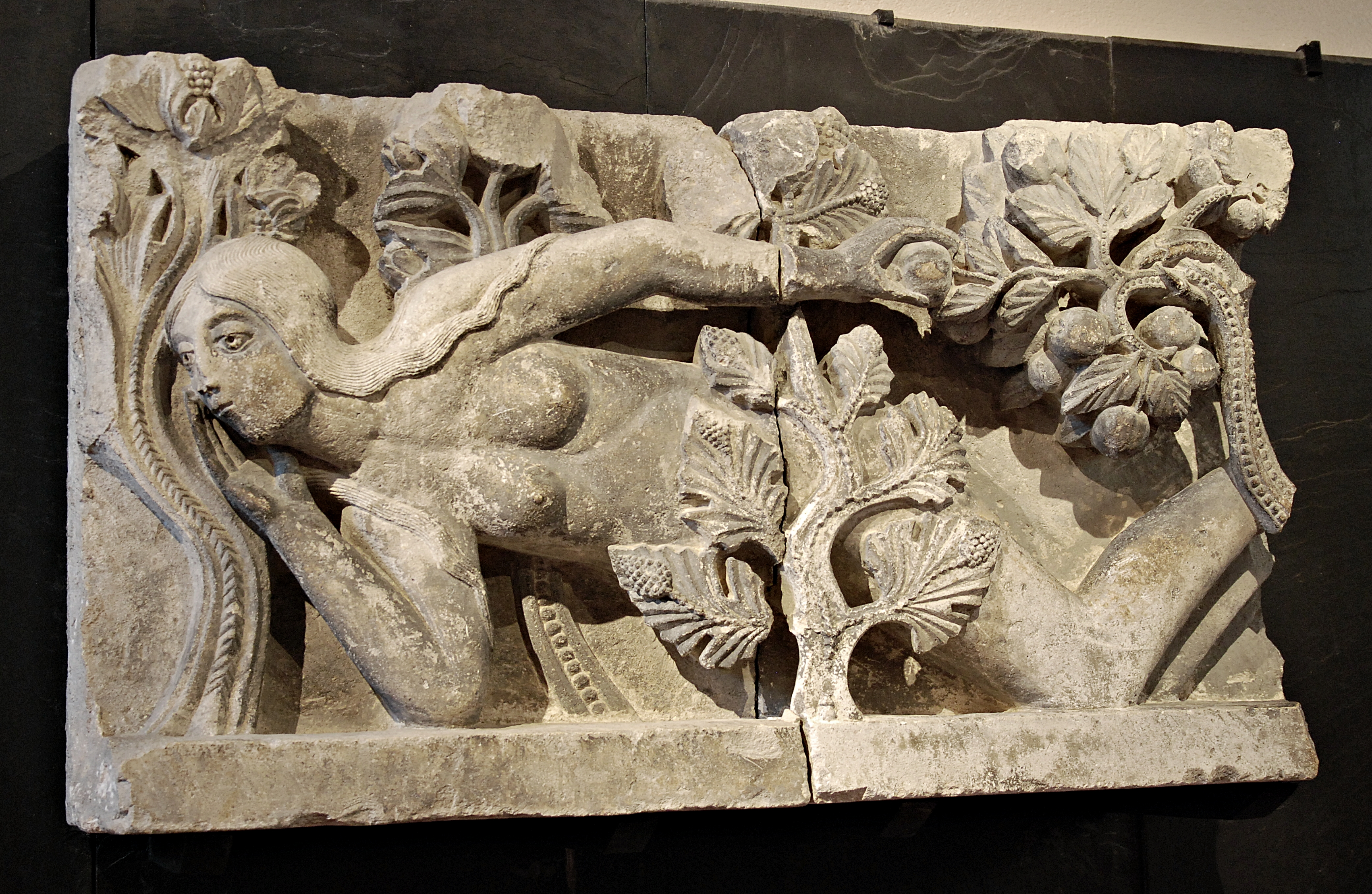
Eva de Autun.

Gislebertus o Gislebert fue un escultor francés activo en los primeros decenios del siglo XII y célebre por los trabajos que realizó en la Catedral de Autun (Francia). Al parecer fue uno de los asistentes del maestro de Cluny en la decoración de dicha abadía.
Renovó la iconografía tradicional realizando figuras con proporciones alteradas y características fisonómicas deformes de manera que la composición resultara más dinámica. Está considerado, junto al Maestro de Cabestany, Gilabertus de Toulouse o Benedetto Antelami:

Uno de los escultores más importantes de la Edad Media [...] Sus obras plásticas pertenecen a las representaciones más conmovedoras de la escultura románica.

## Obra en la catedral de Autun
Alrededor de 1130 decoró el tímpano del portal oeste de la catedral con un relieve que representa el Juicio Final y la Resurrección de los muertos (en el arquitrabe). El hecho completamente insólito de dejar su firma en la zona de la mandorla a los pies de Cristo (“Gislebertus realizó esta obra”), en el centro visual del tímpano, puede ser signo de su fama o de su alta posición social.
Sus Tres reyes magos muestra a dos de ellos dormidos mientras el tercero es despertado por un ángel que le muestra la estrella. También su representación de la Virgen Sedes sapientiae muestra su originalidad: María inclina la cabeza y abraza al Niño dándole así una forma más humana a la representación. En cambio, otros relieves muestran la ferocidad y dolor de los ángeles satánicos o la Muerte de Judas Iscariote donde dos demonios lo ayudan a suicidarse. 
Probablemente antes de ese año esculpió Eva (también conocida como La Tentación de Eva, Eva de Gislebert,  Eva de Autun ) en el dindel del portal lateral de la catedral y que actualmente se encuentra en el Museo Rolin en Autun. Se trata de una figura muy viva, una de las más seductoras de la escultura románica, representándola en una postura sugerente y original; acostada, con el tronco torsionado hacia el espectador, alarga la mano izquierda para tomar el fruto que se encuentra a su espalda y con la derecha, a modo de bocina al lado de la boca, le susurra a Adán, figura desaparecida en la actualidad. La información llegada hasta nuestros días acerca de este portal (ya perdido) indica que se trataba de una representación del pecado original que adornaba el dintel, una de san Lázaro en el parteluz y la resurrección de Lázaro en el tímpano. 
La elección de los temas no es casual: la postura sin igual, para la época, de Eva yaciente apoyada sobre un codo y una rodilla, está haciendo alusión a la Penitencia y la posición es semejante a la de la serpiente pero también a la de un penitente que debe arrodillarse para recibir la reconciliación. Gislebertus utiliza la provocación al transformar la escena del pecado original en un llamativo juego sensual, provocando el efecto del peligro del que en realidad tendría que advertir.